# Lasiopogon novus
Lasiopogon novus är en tvåvingeart som beskrevs av Pavel Lehr 1984. Lasiopogon novus ingår i släktet Lasiopogon och familjen rovflugor.
Artens utbredningsområde är Ukraina. Inga underarter finns listade i Catalogue of Life.